# Provinz Harima

Karte der japanischen Provinzen, Harima rot markiert

Harima (jap. 播磨国, Harima no kuni) oder Banshū (播州) war eine der historischen Provinzen Japans auf der Insel Honshū. Sie lag im Südwestteil der heutigen Präfektur Hyōgo.

## Geschichte
Harima grenzte an die Provinzen Inaba, Tajima, Tamba, Settsu, Bizen und Mimasaka. Die Hauptstadt war Himeji. Harima wurde im 7. Jahrhundert gegründet. In der Edo-Zeit war das Lehen Akō, aus dem die 47 Rōnin kamen, Teil von Harima.

## Umfang
Die Provinz Harima umfasste folgende spätere Landkreise (gun):
- Akashi (明石郡)
- Akō (赤穂郡)
- Innan (印南郡)
- Issai (揖西郡)
- Ittō (揖東郡)
- Jinsai (神西郡)
- Jintō (神東郡)
- Kako (加古郡)
- Kamo (賀茂郡)
- Mino (美嚢郡)
- Sayō (佐用郡)
- Shikisai (飾西郡)
- Shikitō (飾東郡)
- Shisō (宍粟郡)
- Taka (多可郡)